# Piotr Sztompka
Piotr Sztompka (* 2. März 1944 in Warschau) ist ein polnischer Soziologe.
Er lehrt als Professor an der Universität Krakau und war Gastprofessor an verschiedenen US-amerikanischen Universitäten (University of California, Los Angeles; Columbia University; University of Michigan; Johns Hopkins University), der Universität Rom und der Zeppelin University.
Sztompka ist ordentliches Mitglied der Polnischen Akademie der Wissenschaften und der Academia Europaea (1990) sowie auswärtiges Mitglied der American Academy of Arts and Sciences. Von 2002 bis 2006 war er Präsident der International Sociological Association.

## Schriften (Auswahl)
- System and Function (Studies in Anthropology, 1974).
- Sociological Dilemmas (1979).
- Robert K. Merton. An Intellectual Profile (1986)
- Society in Action. The Theory of Social Becoming (1991).
- The Sociology of Social Change (1993).
- Trust. A Sociological Theory (1999).